# Здрова
Здрова (пол. Zdrowa) — село в Польщі, у гміні Кломниці Ченстоховського повіту Сілезького воєводства.
Населення — 634 особи (2011).
У 1975-1998 роках село належало до Ченстоховського воєводства.

## Демографія
Демографічна структура станом на 31 березня 2011 року:
|          | Загалом | Допрацездатний вік | Працездатний вік | Постпрацездатний вік |
| -------- | ------- | ------------------ | ---------------- | -------------------- |
| Чоловіки | 313     | 79                 | 197              | 37                   |
| Жінки    | 321     | 63                 | 183              | 75                   |
| Разом    | 634     | 142                | 380              | 112                  |